# Меланіо Баес
Меланіо Баес (ісп. Melanio Báez) — парагвайський футболіст, що грав на позиції півзахисника за клуб «Насьйональ».

## Клубна кар'єра
У футболі відомий виступами за команду «Насьйональ», кольори якої і захищав протягом усієї своєї кар'єри гравця. 

## Виступи за збірну
Був присутній в заявці збірної на чемпіонаті світу 1950 року у Бразилії, але на поле не виходив.